# تپه چغاسرخ
تپه چغا سرخ مربوط به دوره نوسنگی - آغاز ادبیات - دوره اشکانیان است و در شهرستان کرمانشاه، بخش کوزران، دهستان سنجابی، روستای قلعه گلینه علیا واقع شده و این اثر در تاریخ ۲۷ اسفند ۱۳۸۶ با شمارهٔ ثبت ۲۲۴۲۶ به‌عنوان یکی از آثار ملی ایران به ثبت رسیده است.